# Satomi Itō

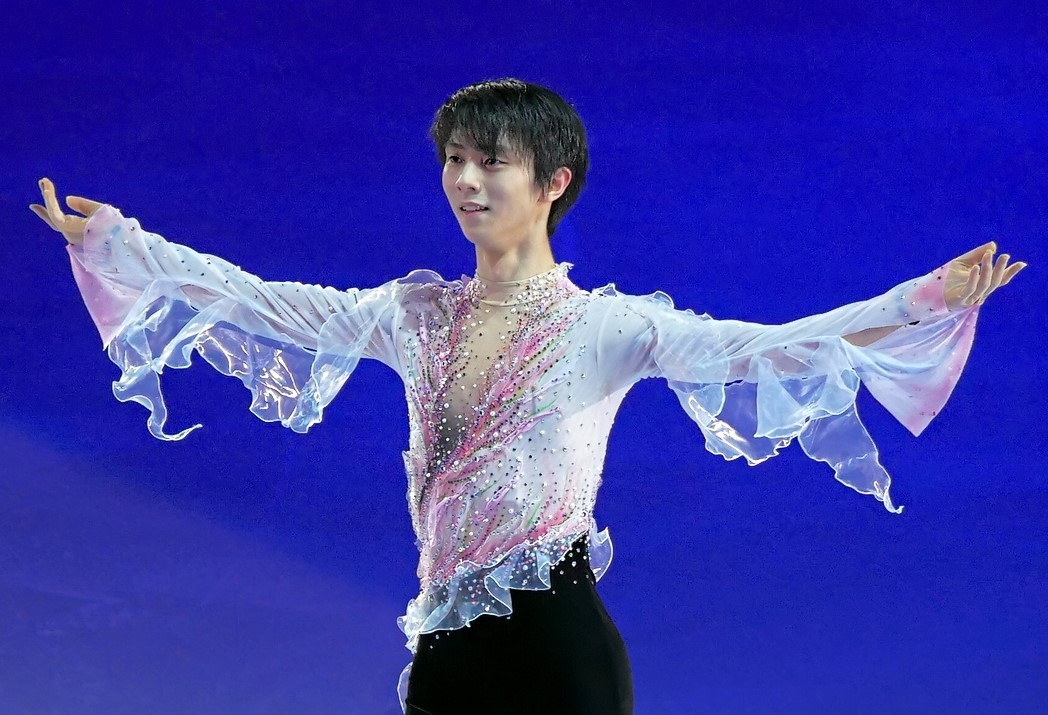
Satomi Itōs Kostüm für Yuzuru Hanyū, Gala des Grand Prix of Helsinki 2018

Satomi Itō (jap. 伊藤聡美 Itō Satomi, * 31. Mai 1988 in Chiba) ist eine japanische Mode- und Kostümdesignerin, die auf Kostüme für den Eiskunstlauf spezialisiert ist. Sie entwirft auch Kleidung für Rhythmische Sportgymnastik, Kunstturnen, Voltigieren und Ballett.
Ihre meistbeachteten Werke sind die Wettbewerbskostüme für den zweimaligen Olympiasieger Yuzuru Hanyū sowie für zahlreiche weitere Mitglieder des japanischen Nationalteams im Eiskunstlauf, darunter Shōma Uno, Yūma Kagiyama, Satoko Miyahara, Rika Kihira, Wakaba Higuchi sowie die Eistanz-Paare Misato Komatsubara/Tim Koleto und Kana Muramoto/Daisuke Takahashi.

## Leben und Werk
Satomi Itō studierte ab 2007 Modedesign an der Design-Hochschule Esmod Japon in Tokio und der Nottingham Trent University, wo sie einen Bachelor-Abschluss erwarb. Danach kehrte sie nach Japan zurück und arbeitete bei Chacott, einem Hersteller von Tanzbekleidung. Eine ihrer ersten Auftraggeberinnen für ein Eiskunstlauf-Kostüm war die russische Einzelläuferin Jelena Radionowa. Seit der Wintersport-Saison 2014/15 entwirft sie die Kostüme für Yuzuru Hanyū. Im Jahr 2015 machte Itō sich selbstständig. Seitdem stellt sie regelmäßig Wettbewerbs- und Showkostüme für einen Großteil des japanischen Eiskunstlauf-Nationalteams sowie für Mitglieder des Nachwuchsteams her. Sie entwarf außerdem Kostüme für Jewgenija Medwedewa (Russland), Jin Boyang (China) und Vincent Zhou (USA). Satomi Itō fertigt die von ihr entworfenen Kostüme in der Regel selbst an. In Ausnahmefällen arbeitet sie auch nach fertigen Entwürfen, etwa von Satoko Miyahara und Yuzuru Hanyū, die eigene Entwürfe einbrachten. Außerhalb des Eiskunstlaufs entwarf Itō unter anderem Kostüme für die Voltigiererin Mona Pavetic sowie die Turnerinnen Aiko Sugihara und Dina und Arina Averina.
Bei den 2020 von der Internationalen Eislaufunion verliehenen ISU Skating Awards war das von Satomi Itō entworfene Kostüm für Yuzuru Hanyūs Programm „Origin“ in der Kategorie „Best Costume“ nominiert.
Im April 2022 zeigte die Galerie Sugata in Kyōto die Einzelausstellung „Muse On Ice“ mit einer Auswahl von Itōs Eiskunstlauf-Kostümen. Auch in einer 2022 in Nagoya gezeigten Ausstellung über Yuzuru Hanyū waren Kostüme von Satomi Itō zu sehen.

## Werke (Auswahl)

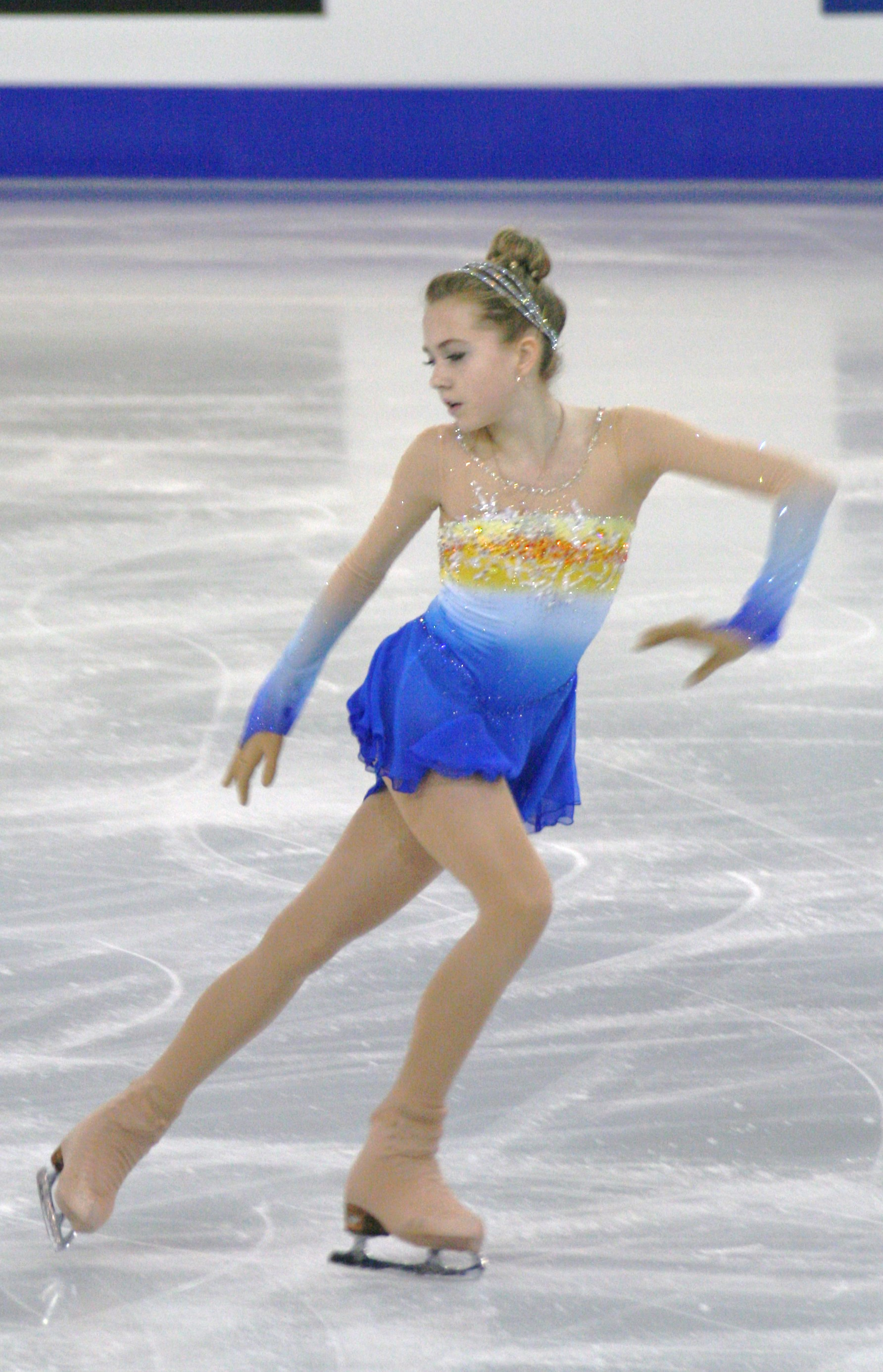
Jelena Radionowa: Kür Saison 2014/15
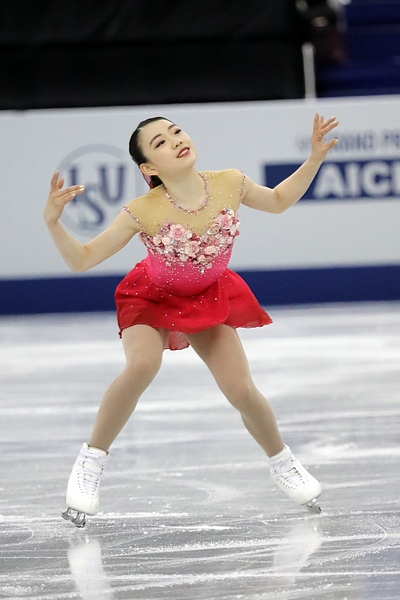
Rika Kihira: Kür Saison 2017/18
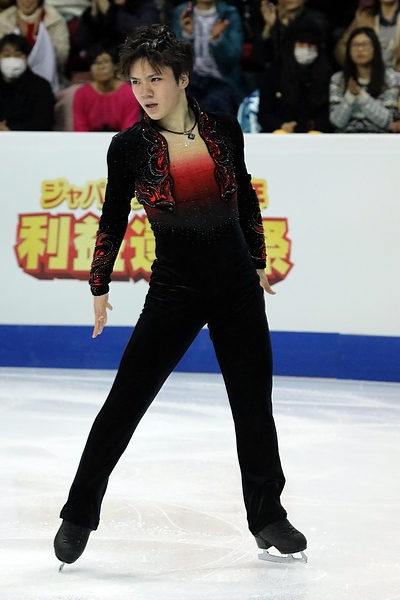
Shōma Uno: Kür Saison 2016/17
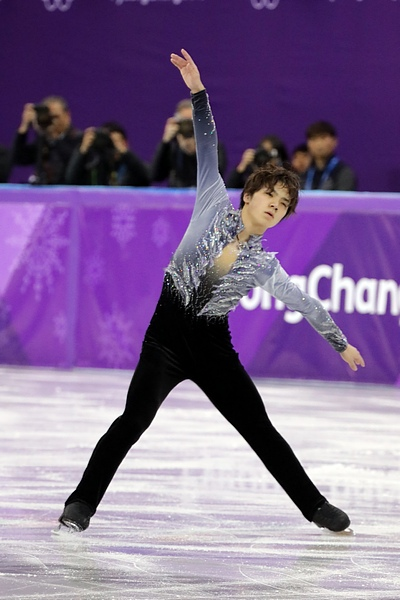
Shōma Uno: Kurzprogramm Saison 2017/18
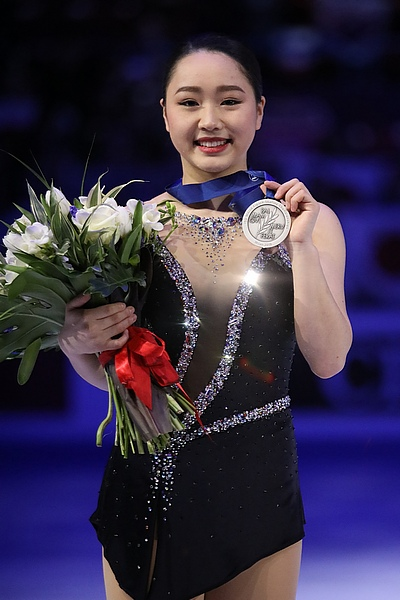
Wakaba Higuchi: Kür Saison 2017/18
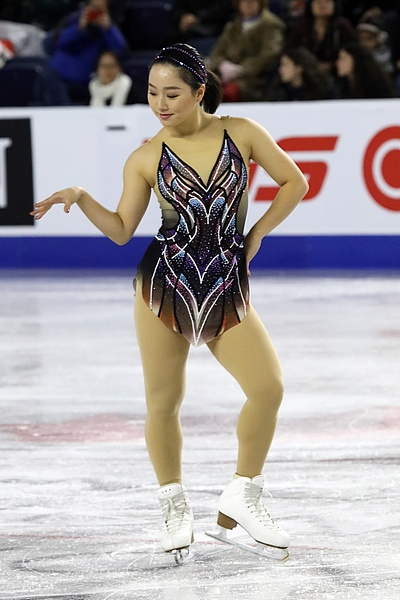
Wakaba Higuchi: Kurzprogramm Saison 2018/19
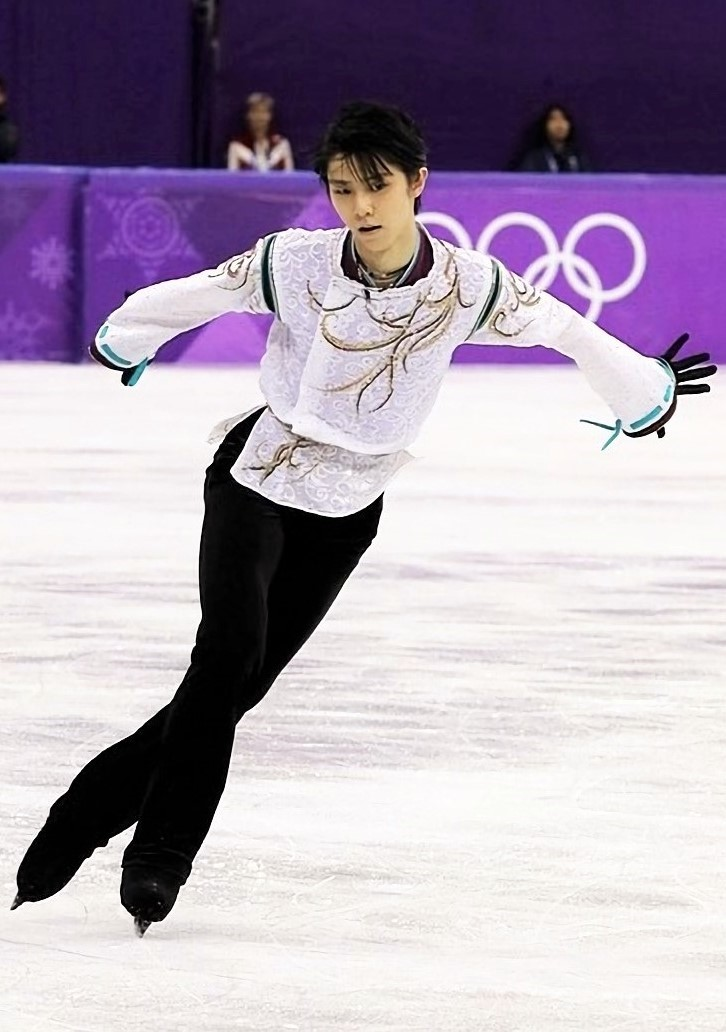
Yuzuru Hanyū: Kür Saison 2017/18
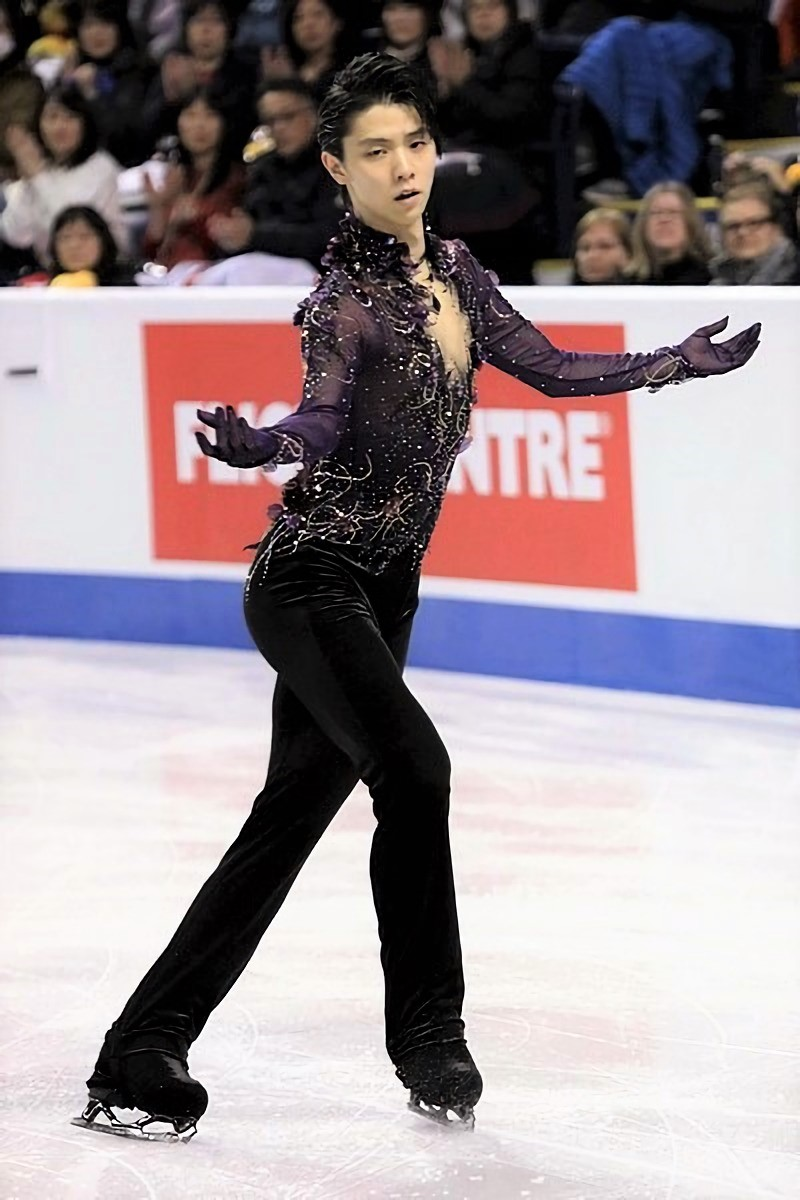
Yuzuru Hanyū: Kür Saison 2019/20
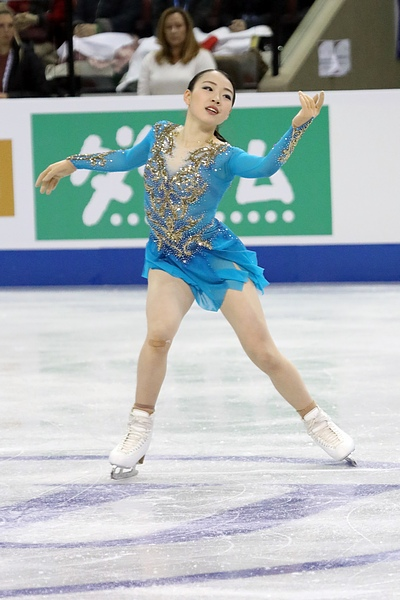
Rika Kihira: Kür Saison 2019/20
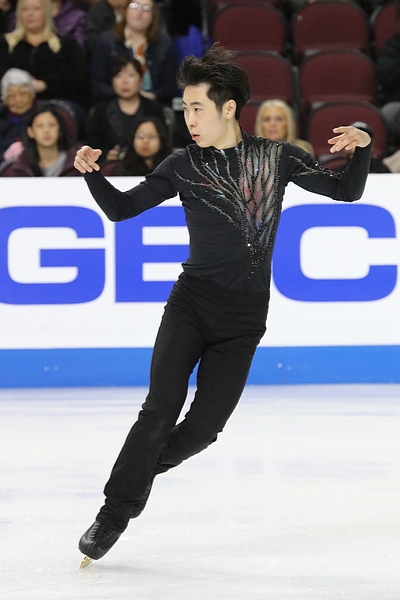
Jin Boyang: Kür Saison 2019/20

## Publikationen
- Satomi Itō: Figure Skating Art Costumes, Kadokawa, Tokio 2020, ISBN 978-4-04-604463-1
- Satomi Itō: Muse On Ice, Jībī, Tokio 2022, ISBN 978-4-910428-15-4